# Sistema Timmis

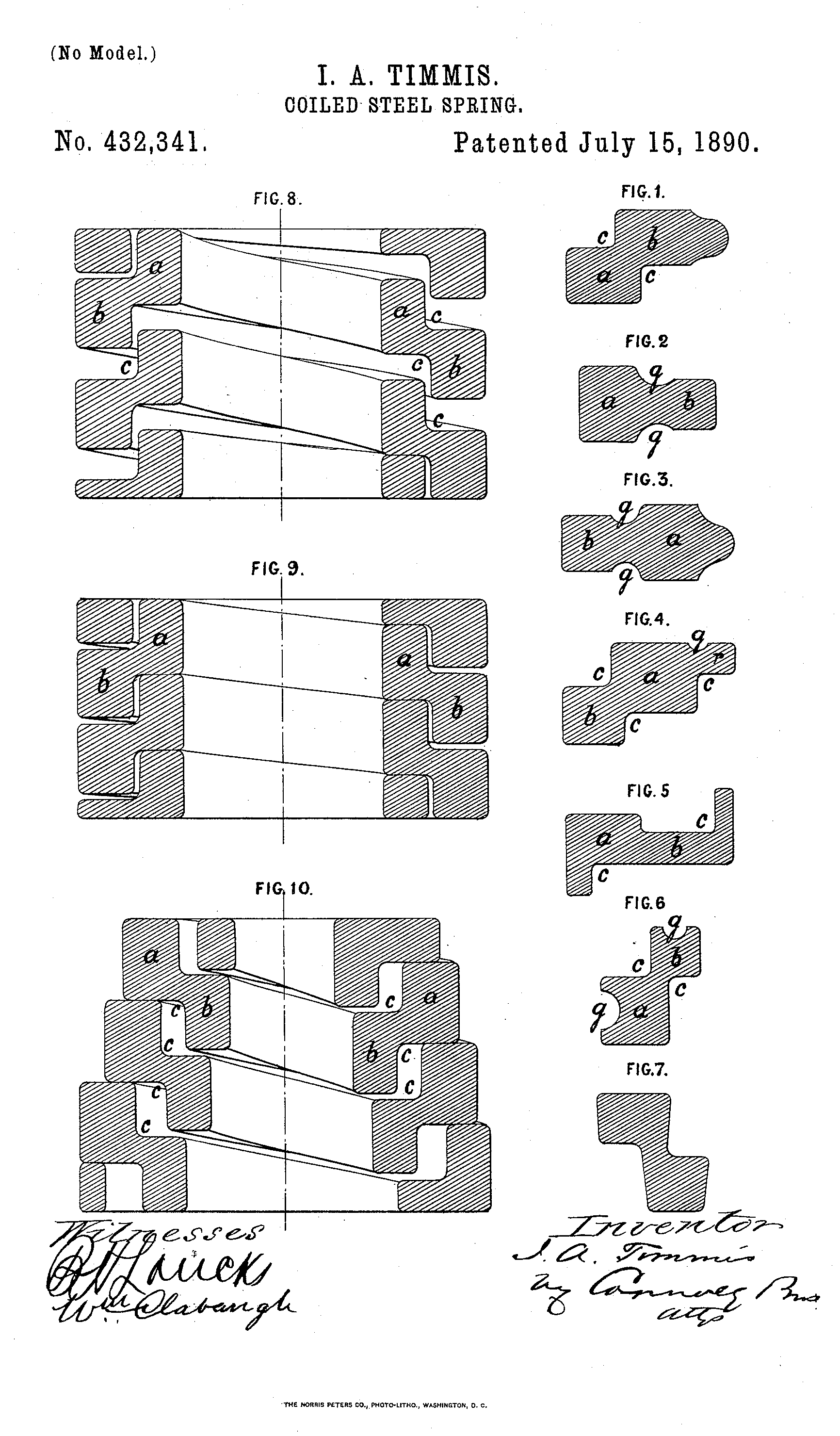
Dibujo de la patente

El sistema Timmis fue un diseño innovador de muelles de doble espiral, originalmente utilizado para material rodante ferroviario, como en el Ferrocarril Ligero de Barsi (c 1889), según un principio planteado por Everard Calthrop (1857-1927).

## Funcionamiento
El sistema de muelles Timmis permitía una rodadura más suave tanto con vagones cargados como descargados, gracias al empleo de un sistema de muelles dobles helicoidales, cuya geometría facilitaba un comportamiento de la suspensión adecuado a la carga del material móvil.

## Inventor
El inventor fue Illius Augustus Timmis.

## Patente
- La patente estadounidense 432341 se completó en 1889 y se publicó en 1890.[2]